# Волк Альберто
«Волк Альберто» (итал. Lupo Alberto) — серия комиксов, созданная итальянским автором Гвидо Сильвестри (итал. Guido Silvestri) (псевдоним — «Silver») в 1974 году. В ней описываются приключения голубого волка Альберто. Главный герой комикса, волк, ведет себя как обыкновенный человек, у которого есть цель в жизни и которому не всегда везёт в делах. Альберто, обитатель фермы Маккензи, постоянно пытается украсть курицу по имени Марта (свою девушку), но бобтейл Моисей препятствует этим планам и делает все, чтобы остановить Альберто. Первые сюжеты комикса были посвящены противостоянию между ними.
«Волк Альберто» первые появился в феврале 1974 года, когда несколько сюжетов были опубликованы Сильвестри в журнале Corriere dei Ragazzi, принадлежавшем Corriere della Sera. «Волк Альберто» был особенно популярен среди подростков, хорошо продавались товары с изображением героев комикса, как школьные дневники и поздравительные открытки. Альберто использовался в кампании анти-СПИДа 1990-х, инициированной итальянским Министерством здравоохранения. С 1985, после непопулярных выпусков 1983—1984 годов, комикс выходил ежемесячно. В 2009 состоялась 35-я годовщина «Волка Альберто», отмеченная выставкой.
В 1997 году на студии Rai Trade был снят одноимённый анимационный сериал. Он переведен на английский и русский языки. Сериал имел два сезона: первый в 1997—1998 годах и второй в 2002 году.